# Senato (Kazakistan)
Il Senato del Kazakistan (in kazako Қазақстан Парламентінің Сенаты?, Qazaqstan Parlamentınıñ Senaty) è la camera alta del Parlamento del Kazakistan. L’altra è il Májilis.
Il Senato è composto da 40 membri eletti: due per ciascuna regione e due per tre comuni che sono Almaty, Astana e Shymkent; altri 10 membri vengono nominati dal Presidente della Repubblica al fine di garantire la rappresentanza di tutte le diverse componenti nazionali e culturali della società.
I membri del Senato sono eletti a suffragio indiretto a scrutinio segreto, la durata del mandato dei senatori è di sei anni.

## Storia
Il Senato del Kazakistan venne istituito poco dopo il referendum costituzionale del 1995 tenutosi il 30 agosto, in cui gli elettori approvarono una nuova bozza della Costituzione che prevedeva la formazione di un parlamento bicamerale che includeva il Senato come camera alta.
Secondo la Costituzione, la durata del mandato dei senatori era di 4 anni; all'indomani delle elezioni tenutesi il 5 dicembre 1995, furono eletti 40 senatori, 2 eletti da ciascuna delle 19 regioni e dalla capitale (che a quel tempo era Almaty); il Senato si riunì nella prima seduta il 30 gennaio 1996.
Il 7 ottobre 1998 il mandato dei senatori venne aumentato a 6 anni; con il passare degli anni, i senatori nominati dal Presidente della Repubblica divennero 10, quindi si arrivò a 50 senatori in totale.

## Compiti del Senato

### Sessioni congiunte di Senato e Májilis
Secondo la Costituzione, il parlamento nelle sessioni congiunte delle Camere deve:
- apportare modifiche e integrazioni alla Costituzione su proposta del Presidente della Repubblica del Kazakistan
- approvare le relazioni del Governo e della Commissione dei conti sull'esecuzione del bilancio statale
- delegare al Presidente, per un periodo non superiore ad un anno, poteri legislativi con i due terzi dei voti sul totale dei deputati di ciascuna Camera
- decidere su questioni di guerra e di pace
- adottare decisioni concernenti l'impiego delle Forze Armate della Repubblica per l'adempimento di obblighi internazionali a sostegno della pace e della sicurezza su proposta del Presidente della Repubblica
- formare commissioni paritetiche delle Camere, eleggere e destituire i propri presidenti, ascoltare le relazioni sulle attività delle commissioni

### Sessioni separate di Senato e Májilis
Il Parlamento in sessioni separate delle Camere deve:
- approvare il bilancio dello Stato, apportare modifiche e integrazioni
- stabilire e rimuovere tasse e imposte statali
- stabilire la procedura relativa alle questioni della divisione amministrativo-territoriale del Kazakistan
- istituire riconoscimenti statali, titoli onorifici, militari e di altro tipo, posizioni classificate, gradi diplomatici della Repubblica del Kazakistan e definire simboli statali della Repubblica
- decidere le emissioni di prestiti statali e la prestazione di assistenza economica e di altra natura da parte dello Stato
- ratificare i trattati internazionali
- condurre un secondo ciclo di discussioni e votazioni su progetti di legge e articoli separati soggetti all'obiezione del Presidente

### Poteri esclusivi del Senato
Sono di competenza esclusiva del Senato:
- elezione e destituzione dall'incarico del Presidente della Corte Suprema e dei giudici della Corte Suprema su proposta del Presidente della Repubblica e approvazione della nomina del Procuratore Generale e del Presidente del Comitato di Sicurezza Nazionale da parte del Presidente della Repubblica del Kazakhstan
- assumere tutte le funzioni del Parlamento della Repubblica nell'adozione di leggi e leggi costituzionali nel periodo di temporanea assenza della Májilis a seguito del suo scioglimento anticipato